# Skaidava Bay
Die Skaidava Bay (englisch; bulgarisch залив Скаидава saliw Skaidawa) ist eine 10,5 km breite und 3,2 km lange Bucht an der Nordküste der Alexander-I.-Insel westlich der Antarktischen Halbinsel. Sie liegt 25 km westlich des Kap Arauco. Südlich wird sie vom Mount Bayonne überragt, dem nördlichen Ausläufer der Rouen Mountains.
Beiden bulgarischen Geologen Christo Pimperew und Borislaw Kamenow besuchten dieses Gebiet am 6. Januar 1988 gemeinsam mit Philip Nell und Peter Marquis vom British Antarctic Survey. Britische Wissenschaftler kartierten sie 1991. Die bulgarische Kommission für Antarktische Geographische Namen benannte die Bucht 2017 der antiken thrakischen Ortschaft bzw. dem späteren Römerlager von Skaidawa im Nordosten Bulgariens.